# Thranius bimaculatus
Thranius bimaculatus es una especie de escarabajo longicornio del género Thranius, tribu Thraniini, subfamilia Cerambycinae. Fue descrita científicamente por Pascoe en 1859.

## Descripción
Mide 13-17,5 milímetros de longitud.

## Distribución
Se distribuye por Malasia (Borneo).